# Microsoft Mahjong
Microsoft Mahjong (также Mahjong Titans и Taipei) — компьютерная версия маджонга, выпущенная компанией Microsoft. Версия под названием Mahjong Titans была сделана компанией Oberon Games и входила в Windows Vista и Windows 7 (за исключением начальной и простой домашней версии). Она получила преимущества GUI от Windows Vista и такие функции, как выбор карт и смена фона (в сборке 5219 игра известна под названием Shanghai Solitaire). Игра не была переделана под Windows 8; однако автономную версию игры, сделанную Arkadium и выпущенную Microsoft Studios, можно бесплатно загрузить из Windows Store.
В более старой версии игра была известна как Taipei и была включена в пакеты Microsoft Entertainment Pack 1 и Best of Microsoft Entertainment Pack. Эта версия включала 32767 (215 — 1) возможных конфигураций.

## Особенности
Пользователь может выбрать один из шести раскладов — Кошка, Черепаха, Краб, Дракон, Крепость и Паук, каждый из которых изображал данное животное и растение. Также можно выбрать фон (пять видов) и фишки (четыре вида).
Расклад не полностью случаен. Алгоритм подобран такой, что две парные фишки должны лежать на том же уровне, в противном случае одна фишка будет лежать на уровень ниже. Алгоритм не гарантирует, что одна фишка будет лежать под другой, и в этом случае пасьянс не собирается.